# Ebi Biogos
Ebi Biogos (ur. 1999) – nigeryjska zapaśniczka walcząca w stylu wolnym. Złota medalistka mistrzostw Afryki w 2023, 2024 i 2025; brązowa w 2022. Wicemistrzyni Afryki juniorów w 2018 roku.